# Petromarula pinnata
Petromarula pinnata – gatunek roślin z rodziny dzwonkowatych reprezentujący monotypowy rodzaj Petromarula. Jest endemitem Krety. Na wyspie jest gatunkiem dość rozpowszechnionym, zasiedlającym szczeliny skalne w wąwozach, górach, ale też w obrębie miast rośnie na murach i ruinach. Roślina jest uprawiana jako ozdobna w ciepłym klimacie umiarkowanym.

## Morfologia

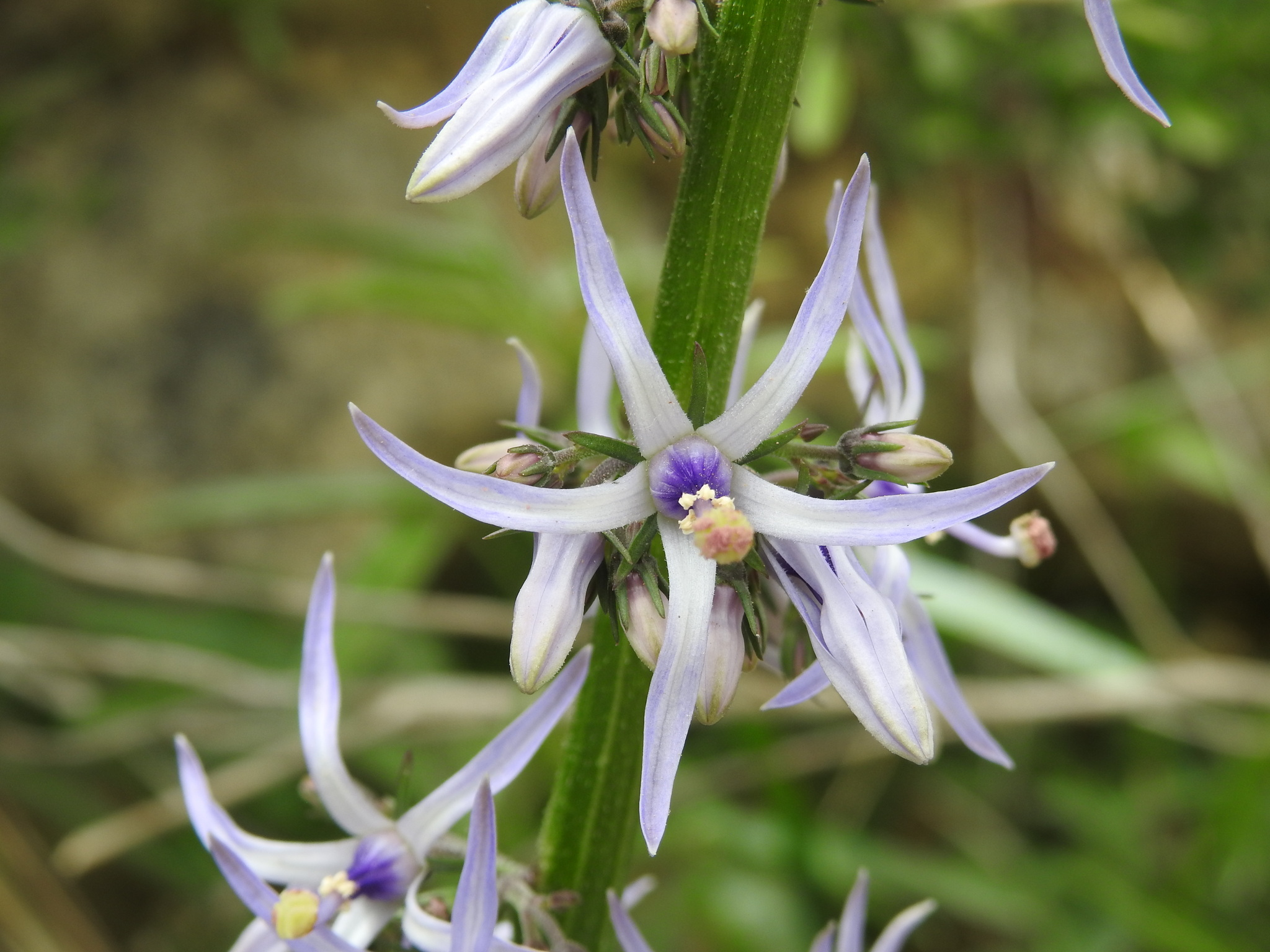
Kwiat

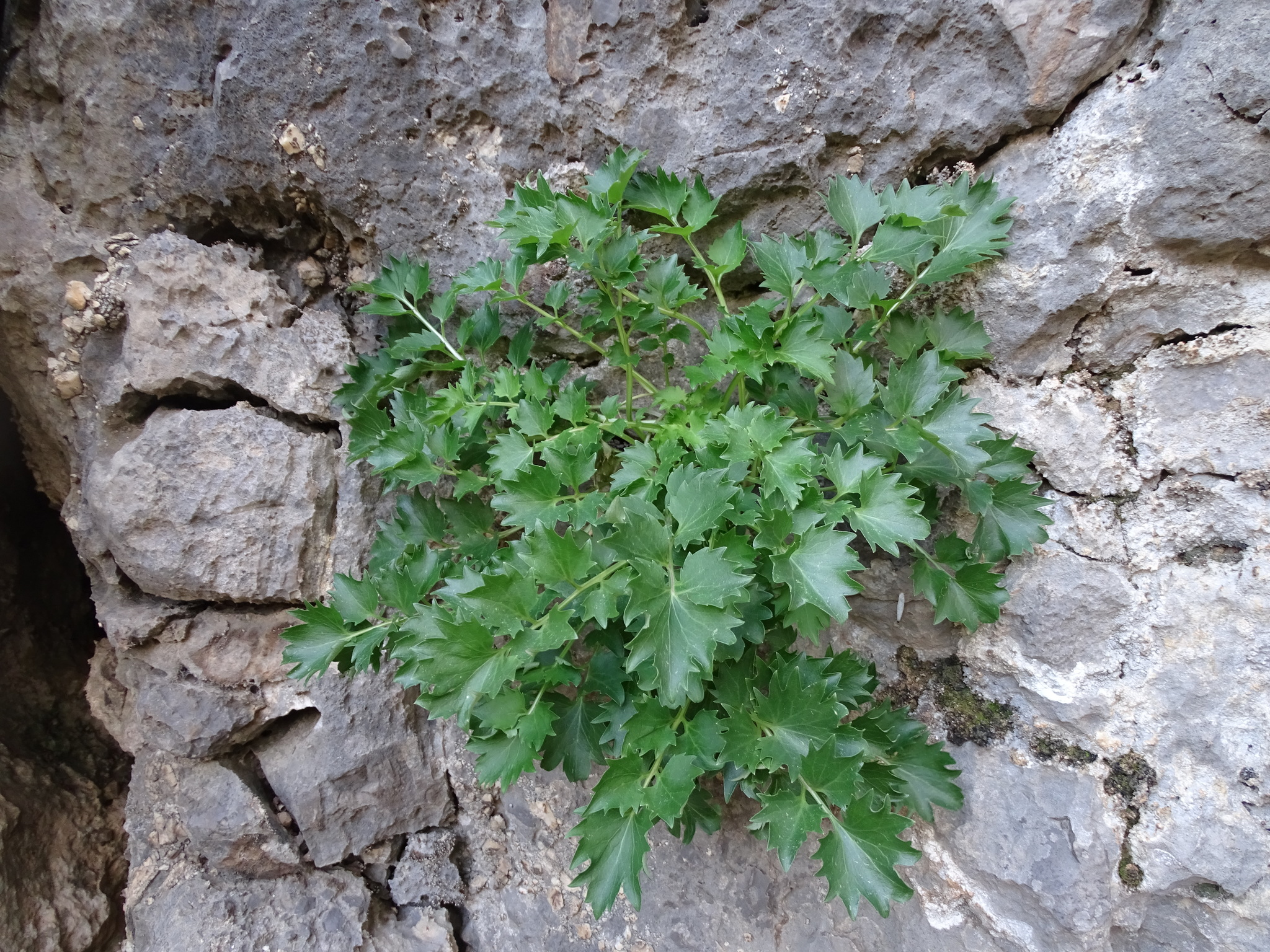
Liście

PokrójBylina co roku tworząca wzniesione łodygi kwiatonośne osiągające 80 cm wysokości. Okazałe rośliny tworzą do 30 łodyg.
LiścieOgonkowe, pierzasto podzielone, o segmentach ząbkowanych i klapowanych, skupionych w rozetę przyziemną o średnicy do 0,3 m.
KwiatyZebrane w ciasne, wydłużone wiechy. Korona z łatek wąskich i długich, rozciętych niemal do nasady, jasnoniebieskich. Pręcików jest 5. Ich nitki są wolne, w dole rozszerzone. Zalążnia jest dolna, trójkomorowa. Pojedyncza szyjka słupka wystaje ponad koronę, zwieńczona jest główkowatym znamieniem.
OwoceTorebki otwierające się trzema porami w środkowej części.

## Systematyka
Pozycja systematyczna
Gatunek reprezentuje monotypowy rodzaj Petromarula Ventenat ex R. A. Hedwig, Gen. 139. Jul 1806. Należy do rodziny dzwonkowatych Campanulaceae i klasyfikowany jest w jej obrębie do podrodziny Campanuloideae.